# Jäger-Regiment zu Pferd Nr. 5 (Württemberg)
Das Jäger-Regiment zu Pferd Nr. 5 war von 1806 bis 1816 ein Regiment des württembergischen Heeres.

## Geschichte

### Name
Das Regiment wurde 1806 als Jäger-Regiment zu Pferd König mit 3 Eskadrons neu aufgestellt, kurz danach kam eine 4. Eskadron hinzu. Am 27. Mai 1811 wurde es umbenannt in Jäger-Regiment zu Pferd Nr. 4 König. Im November 1813 wurde es wie die anderen Truppenteile der Brigade Normann aufgelöst und aus seinen Soldaten das Jäger-Regiment zu Pferd Nr. 5 aufgestellt. Das Regiment wurde im November 1816 im Zuge der Neuorganisation des württembergischen Heeres aufgelöst, je 2 Eskadrons kamen zum 2. und 3. Reiter-Regiment.

### Garnisonen
- 1806 Ludwigsburg
- 1814 Kirchheim und Nürtingen

### Teilnahme an Gefechten und Kampfhandlungen
- 1806–1807 auf Seiten Frankreichs gegen Preußen/Russland
- 1812 auf Seiten Frankreichs gegen Russland
- 1813 auf Seiten Frankreichs gegen Russland/Preußen. Das Regiment gehörte zur ’’Brigade Normann’’.
- 1814 gegen Frankreich
- 1815 gegen Frankreich

## Organisation

### Verbandszugehörigkeit
Bis 1816 gab es in Württemberg im Frieden keine Großverbände. Solche wurden nur für einzelne Feldzüge zusammengestellt.

### Gliederung
Stab und vier Eskadrons.

### Kommandeure
| Nr. | Name                                 | Berufung    |
| --- | ------------------------------------ | ----------- |
| 1.  | Major Ludwig Friederich von Breuning | 1805        |
| 2.  | Obrist Graf Clemens von Salm         | 1812        |
| 3.  | Obrist Josef von Mundorff            | Januar 1813 |
| 4.  | Obrist Karl von Mylius               | Mai 1813    |
| 5.  | Obrist Wilhelm von Bismarck          | Mai 1814    |
| 6.  | Obristlieutenant Ludwig von Grempp   | Juni 1814   |

### Regimentsinhaber
Regimentsinhaber waren
- 1806–1813 König Friedrich I. von Württemberg
- 1813–1816 Generallieutenant Graf Karl von Dillen

## Bewaffnung und Ausrüstung

### Uniform
Grüner Rock mit rotem Kragen, grüne Reithosen mit Lederbesatz, schwarze Stulpenhandschuhe. Raupenhelm mit schwarzem Kamm. Schwarzes Lederzeug.